# 离山县
离山县，中国旧县名。
1954年由离石、方山两县合置。以两县各取一字得名。治所在今山西省吕梁市离石区，属榆次专区。1958年复名离石县。 